# Bâillon (Québec)
Pour les articles homonymes, voir Baillon.
 (juillet 2025).
Le « bâillon » ou la procédure législative d’exception est, au Québec, une procédure à l'Assemblée nationale qui permet au gouvernement de modifier les règles relatives à l'adoption d'un projet de loi. Cette mesure permet de limiter le temps de débat et de procéder plus rapidement à l'adoption d'un projet de loi.

## Explication
La procédure législative d'exception est une procédure prévue au Règlement sur l'Assemblée nationale qui permet de diminuer le temps alloué au débat parlementaire sur un projet de loi. Les articles 257.1 à 257.10 du Règlement définissent le temps alloué à chacune des portions du débat. De façon générale, la procédure d'exception permet de réduire le débat sur un projet de loi à environ 14 heures.
Cette procédure est utilisée généralement par le gouvernement pour faire adopter des projets de loi urgents ou controversés. Avant la réforme parlementaire de 2009, le gouvernement pouvait faire adopter autant de projets de loi qu'il le proposait dans sa motion. Le bâillon consistait alors simplement en la levée des procédures de l'Assemblée.
Depuis le 21 avril 2009, l'utilisation du bâillon est encadrée dans le Règlement et ne permet au gouvernement de l'utiliser que sur un seul projet de loi à la fois.

## Texte
L'article 182 du Règlement de l'Assemblée nationale prévoit la procédure pour invoquer le bâillon.

« 182. Motion de procédure d’exception ─ Le leader du gouvernement peut présenter une motion sans préavis établissant une procédure d’exception en vue de l’étude d’une affaire inscrite ou non au feuilleton. Cette procédure d’exception peut être introduite à l’égard d’une seule affaire à la fois.
La motion, qui fait l’objet d’un débat restreint, ne peut être amendée ni scindée.
Dès l’adoption de la motion, les dispositions du règlement incompatibles avec la procédure prévue dans la motion sont implicitement suspendues pour les fins de l’étude de l’affaire faisant l’objet de la motion, sous réserve des dispositions de la présente section.
L’Assemblée ne peut être saisie que d’une seule motion de procédure d’exception à la fois. »

## Exemples
La procédure de bâillon a été utilisée à maintes reprises au cours de l'histoire récente du Québec. Le gouvernement Lucien Bouchard serait celui qui l'aurait utilisé le plus en faisant adopter 53 projets de loi de cette façon au cours de ses cinq années au pouvoir.
Le 22 juin 1992, le leader du gouvernement Michel Pagé annonce l'utilisation de la motion de suspension du règlement pour permettre l'adoption de 28 projets de loi (dont 25 d'intérêt public). Michel Pagé justifie l'utilisation de cette procédure devant l'obstruction parlementaire pratiquée par l'opposition officielle (alors formée par le Parti québécois) pour empêcher l'adoption du projet de loi 408 constituant la Société québécoise de développement de la main-d'œuvre.
Guy Chevrette, leader parlementaire de l'opposition, qualifie la méthode de « bâillon omnibus » et critique l'utilisation répétée du bâillon par le gouvernement (4 sur la seule 2e session de la 34e législature).
Le 17 décembre 1996, le gouvernement du Parti québécois mené par Lucien Bouchard impose le bâillon pour accélérer l'adoption de 6 projets de loi de nature variées.

### Loi 43
Le bâillon a été notamment utilisé en décembre 2005 par le gouvernement Jean Charest lors de la 37e législature du Québec afin d'imposer de nouvelles conventions collectives aux employés de l'État.

### Loi 115
Le bâillon fut aussi utilisé en octobre 2010 par le gouvernement Jean Charest pendant la 39e législature du Québec pour adopter la Loi faisant suite aux décisions judiciaires en matière de langue d’enseignement modifiant ainsi la Charte de la langue française, ce qui fut contesté par ses opposants.

### Loi 78
Le gouvernement Jean Charest utilise également le bâillon lors de la 2e session de la 39e législature afin d'accélérer l'adoption de la Loi permettant aux étudiants de recevoir l’enseignement dispensé par les établissements de niveau postsecondaire qu'ils fréquentent (Loi 78). Cette loi, adoptée le 18 mai 2012, visant à mettre fin à la grève étudiante québécoise de 2012. Elle a été abrogée en septembre 2012 par le gouvernement Pauline Marois.

## Nombre de bâillons adoptés depuis 1985
| Premier ministre   | Nombre de bâillons | Années du mandat | Durée du mandat           |
| ------------------ | ------------------ | ---------------- | ------------------------- |
| Robert Bourassa    | 53                 | 1985-1994        | 8 ans et 30 jours         |
| Jacques Parizeau   | 4                  | 1994-1996        | 1 an, 4 mois et 2 jours   |
| Lucien Bouchard    | 53                 | 1996-2001        | 5 ans, 1 mois et 7 jours  |
| Bernard Landry     | 12                 | 2001-2003        | 2 ans, 1 mois et 21 jours |
| Jean Charest       | 25                 | 2003-2012        | 9 ans, 4 mois et 21 jours |
| Pauline Marois     | 1                  | 2012-2014        | 1 an, 7 mois et 4 jours   |
| Philippe Couillard | 8 (estimation)     | 2014-2018        | 4 ans, 5 mois et 25 jours |
| François Legault   | 6                  | 2018 - ...       | 6 ans, 9 mois et 27 jours |

## Liste des bâillons adoptés

### 43elégislature
| Date         | Détails du projet de loi | Détails du projet de loi                                                                                            | Détails du projet de loi |
| Date         | Numéro                   | Nom | Ministre responsable     |
| ------------ | ------------------------ | --- | ------------------------ |
| 6 juin 2025  | 69                       | Loi assurant la gouvernance responsable des ressources énergétiques et modifiant diverses dispositions législatives | Christine Fréchette      |
| 28 mars 2025 | 93                       | Loi concernant notamment le transfert de propriété d’un immeuble de la Ville de Blainville                          | Maïté Blanchette Vézina  |

### 42elégislature
| Date            | Détails du projet de loi | Détails du projet de loi | Détails du projet de loi |
| Date            | Numéro                   | Nom | Ministre responsable     |
| --------------- | ------------------------ | --- | ------------------------ |
| 7 février 2020  | 40                       | Loi modifiant principalement la Loi sur l’instruction publique relativement à l’organisation et à la gouvernance scolaires                                                        | Jean-François Roberge    |
| 7 décembre 2019 | 34                       | Loi visant à simplifier le processus d’établissement des tarifs de distribution d’électricité                                                                                     | Jonatan Julien           |
| 16 juin 2019    | 21                       | Loi sur la laïcité de l’État | Simon Jolin-Barrette     |
| 15 juin 2019    | 9                        | Loi visant à accroître la prospérité socio-économique du Québec et à répondre adéquatement aux besoins du marché du travail par une intégration réussie des personnes immigrantes | Simon Jolin-Barrette     |

### 41elégislature
| Date            | Détails du projet de loi | Détails du projet de loi | Détails du projet de loi |
| Date            | Numéro                   | Nom | Ministre responsable     |
| --------------- | ------------------------ | --- | ------------------------ |
| 14 juin 2018    | 400                      | Loi modifiant la Loi concernant la succession de l’honorable Trefflé Berthiaume et la Compagnie de Publication de La Presse, Limitée | Marie Montpetit          |
| 27 février 2017 | 127                      | Loi assurant la continuité de la prestation des services juridiques au sein du gouvernement et permettant la poursuite de la négociation ainsi que le renouvellement de la convention collective des salariés assurant la prestation de ces services juridiques | Pierre Moreau            |
| 9 décembre 2016 | 106                      | Loi concernant la mise en œuvre de la Politique énergétique 2030 et modifiant diverses dispositions législatives | Pierre Arcand            |
| 10 juin 2016    | 100                      | Loi modifiant diverses dispositions législatives concernant principalement les services de transport par taxi | Jacques Daoust           |
| 20 avril 2015   | 28                       | Loi concernant principalement la mise en œuvre de certaines dispositions du discours sur le budget du 4 juin 2014 et visant le retour à l’équilibre budgétaire en 2015-2016                                                                                     | Carlos J. Leitão         |
| 6 février 2015  | 10                       | Loi modifiant l’organisation et la gouvernance du réseau de la santé et des services sociaux notamment par l’abolition des agences régionales | Gaétan Barrette          |

### 40elégislature
| Date         | Détails du projet de loi | Détails du projet de loi                                           | Détails du projet de loi |
| Date         | Numéro                   | Nom                                                                | Ministre responsable     |
| ------------ | ------------------------ | ------------------------------------------------------------------ | ------------------------ |
| 30 juin 2013 | 54                       | Loi sur la reprise des travaux dans l'industrie de la construction | Agnès Maltais            |

### 37elégislature
| Date              | Détails du projet de loi | Détails du projet de loi | Détails du projet de loi | Détails du projet de loi |
| Date              | Numéro                   | Nom | Ministre responsable     | Déposant de la motion    |
| ----------------- | ------------------------ | --- | ------------------------ | ------------------------ |
| 15 décembre 2003, | 7                        | Loi modifiant la Loi sur les services de santé et les services sociaux | Philippe Couillard       | Jacques P. Dupuis        |
| 15 décembre 2003, | 8                        | Loi modifiant la Loi sur les centres de la petite enfance et autres services de garde à l'enfance                                                                                                  | Claude Béchard           | Jacques P. Dupuis        |
| 15 décembre 2003, | 9                        | Loi concernant la consultation des citoyens sur la réorganisation territoriale de certaines municipalités                                                                                          | Jean-Marc Fournier       | Jacques P. Dupuis        |
| 15 décembre 2003, | 25                       | Loi sur les agences de développement de réseaux locaux de services de santé et de services sociaux                                                                                                 | Philippe Couillard       | Jacques P. Dupuis        |
| 15 décembre 2003, | 30                       | Loi concernant les unités de négociation dans le secteur des affaires sociales et modifiant la Loi sur le régime de négociation des conventions collectives dans les secteurs public et parapublic | Philippe Couillard       | Jacques P. Dupuis        |
| 15 décembre 2003, | 31                       | Loi modifiant le Code du travail | Michel Després           | Jacques P. Dupuis        |
| 15 décembre 2003, | 32                       | Loi modifiant la Loi sur les centres de la petite enfance et autres services de garde à l'enfance concernant les places donnant droit à des subventions                                            | Carole Théberge          | Jacques P. Dupuis        |
| 15 décembre 2003, | 34                       | Loi sur le ministère du Développement économique et régional | Michel Audet             | Jacques P. Dupuis        |

### 35elégislature
| Date             | Détails du projet de loi | Détails du projet de loi | Détails du projet de loi | Détails du projet de loi |
| Date             | Numéro                   | Nom | Ministre responsable     | Déposant de la motion    |
| ---------------- | ------------------------ | --- | ------------------------ | ------------------------ |
| 18 juin 1998     | 453                      | Loi concernant la nomination d'un directeur général des élections | Guy Chevrette            | Jean-Pierre Jolivet      |
| 18 juin 1998     | 188                      | Loi sur la distribution de produits et services financiers | Bernard Landry           | Jean-Pierre Jolivet      |
| 18 juin 1998     | 186                      | Loi sur le soutien du revenu et favorisant l'emploi et la solidarité sociale                                                                                            | Louise Harel             | Jean-Pierre Jolivet      |
| 12 mars 1998     | 414                      | Loi concernant la négociation d'ententes relatives à la réduction des coûts de main-d'oeuvre dans le secteur municipal                                                  | Rémy Trudel              | Jean-Pierre Jolivet      |
| 18 décembre 1997 | 407                      | Loi modifiant la Loi électorale | Guy Chevrette            | Jean-Pierre Jolivet      |
| 18 décembre 1997 | 185                      | Loi sur l'élection des premiers commissaires des commissions scolaires nouvelles et modifiant diverses dispositions législatives                                        | Pauline Marois           | Jean-Pierre Jolivet      |
| 18 décembre 1997 | 183                      | Loi concernant le budget de la Ville de Montréal | Rémy Trudel              | Jean-Pierre Jolivet      |
| 18 décembre 1997 | 180                      | Loi modifiant la Loi sur l'instruction publique et diverses dispositions législatives                                                                                   | Pauline Marois           | Jean-Pierre Jolivet      |
| 18 décembre 1997 | 176                      | Loi modifiant la Loi sur le ministère de la Santé et des Services sociaux et la Loi sur la Régie de l'assurance-maladie du Québec                                       | Jean Rochon              | Jean-Pierre Jolivet      |
| 18 décembre 1997 | 173                      | Loi instituant le fonds spécial de financement des activités locales et modifiant la Loi sur la fiscalité municipale                                                    | Rémy Trudel              | Jean-Pierre Jolivet      |
| 18 décembre 1997 | 170                      | Loi modifiant la Loi sur l'aide financière aux étudiants | Pauline Marois           | Jean-Pierre Jolivet      |
| 18 décembre 1997 | 161                      | Loi modifiant de nouveau la Loi sur les impôts, la Loi sur la taxe de vente du Québec et d'autres dispositions législatives                                             | Rita Dionne-Marsolais    | Jean-Pierre Jolivet      |
| 18 juin 1997     | 89                       | Loi sur l'application de la Loi sur la justice administrative | Paul Bégin               | Pierre Bélanger          |
| 17 décembre 1996 | 91                       | Loi modifiant de nouveau la Loi sur le ministère du Revenu | Roger Bertrand           | Pierre Bélanger          |
| 17 décembre 1996 | 87                       | Loi concernant les conditions d'utilisation d'immeubles de la Commission des écoles protestantes du Grand Montréal par la Commission des écoles catholiques de Montréal | Pauline Marois           | Pierre Bélanger          |
| 17 décembre 1996 | 85                       | Loi modifiant la Loi sur l'aide financière aux étudiants et la Loi sur les collèges d'enseignement général et professionnel                                             | Pauline Marois           | Pierre Bélanger          |
| 17 décembre 1996 | 84                       | Loi modifiant la Loi sur la sécurité du revenu | Louise Harel             | Pierre Bélanger          |
| 17 décembre 1996 | 77                       | Loi modifiant la Loi de police et d'autres dispositions législatives | Robert Perreault         | Pierre Bélanger          |
| 17 décembre 1996 | 74                       | Loi modifiant la Loi sur les accidents du travail et les maladies professionnelles et la Loi sur la santé et la sécurité du travail                                     | Matthias Rioux           | Pierre Bélanger          |
| 18 juin 1996     | 116                      | Loi modifiant de nouveau la Loi sur les services de santé et les services sociaux                                                                                       | Jean Rochon              | Pierre Bélanger          |
| 18 juin 1996     | 37                       | Loi favorisant la conclusion d'ententes dans le secteur de l'éducation                                                                                                  | Pauline Marois           | Pierre Bélanger          |
| 18 juin 1996     | 33                       | Loi sur l'assurance-médicaments et modifiant diverses dispositions législatives                                                                                         | Jean Rochon              | Pierre Bélanger          |
| 18 juin 1996     | 32                       | Loi modifiant la Loi sur le ministère du Revenu | Roger Bertrand           | Pierre Bélanger          |
| 18 juin 1996     | 20                       | Loi modifiant la Loi sur l'aide juridique | Paul Bégin               | Pierre Bélanger          |
| 18 juin 1996     | 11                       | Loi modifiant la Loi sur les services de garde à l'enfance et d'autres dispositions législatives                                                                        | Pauline Marois           | Pierre Bélanger          |

### Articles généraux
- Assemblée nationale du Québec
- Réforme parlementaire de 2009

### Exemples de lois adoptées sous bâillon
- Loi concernant les conditions de travail dans le secteur public
- Loi modifiant le Code du travail
- Loi 115
- Loi 78
- Loi 21